# Feminismo islámico

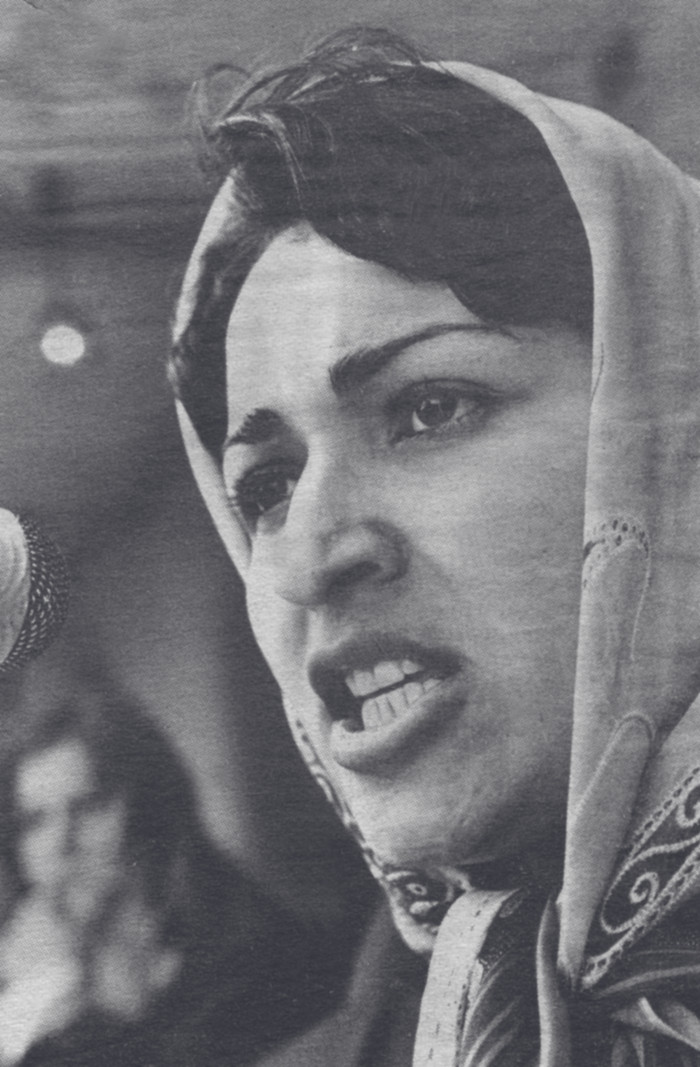
Meena fue activista de los derechos de igualdad de las mujeres y promovió el feminismo islámico

El feminismo islámico es un movimiento que busca la igualdad de género y la justicia social dentro de un contexto islámico, reinterpretando el Corán y la Sunna para desafiar las interpretaciones patriarcales. Este movimiento defiende que el Islam, en su esencia, promueve la igualdad entre hombres y mujeres, y que las estructuras de poder patriarcales son una desviación de las enseñanzas originales Las feministas islámicas buscan reapropiarse del saber religioso y de la autoridad para promover una visión más equitativa del Islam 
Sin embargo, el feminismo islámico enfrenta resistencia desde dos frentes opuestos. Por un lado, el fundamentalismo islámico lo rechaza como una imposición de la modernidad occidental, considerada ajena y perjudicial para los valores tradicionales. Por otro lado, algunas corrientes feministas liberales cuestionan la compatibilidad entre el feminismo y el islam, llegando incluso a negar la existencia de movimientos feministas en los países musulmanes. Según Valentine Moghadam, socióloga y jefa de la sección de Igualdad de Géneros y Desarrollo de la Unesco, estas posiciones extremas dificultan la comprensión del surgimiento y la relevancia de los movimientos reformistas dentro del islam.
Actualmente, el feminismo islámico está presente en diferentes países, desde el Magreb, el Máshreq y Asia, hasta Europa y Estados Unidos, movilizándose contra el patriarcado a partir de referencias musulmanas. Un Congreso Internacional sobre el Feminismo Musulmán se llevó a cabo en Barcelona, España, del 27 al 29 de octubre de 2005.

## Orígenes del feminismo islámico
El feminismo islámico, al igual que el islam, no versa sobre Oriente y Occidente, o Norte y Sur, en el sentido de corresponder con un lugar geográfico (un espacio físico) o con unas construcciones ideológicas específicas. Además, el término de “feminismo islámico” no fue acuñado hasta la década de los 90, pese a que sus orígenes se remontan desde años atrás.

### Orígenes tempranos
Las mujeres musulmanas comenzaron a cuestionar su rol en la sociedad mucho antes de que se acuñara el término "feminismo islámico" en la década de 1990. Estas protestas pueden rastrearse hasta la época de la Revelación Coránica, un evento fundacional para el islam no solo como texto sagrado, sino también como punto de partida para la reflexión y la acción en la vida de los musulmanes. Este acontecimiento tuvo lugar en la Arabia preislámica, marcando un cambio profundo en las estructuras sociales de la época.
El Corán, considerado por los musulmanes como la palabra literal de Dios (Alá), fue revelado como una guía para la vida y se entiende que sus principios son válidos para todo tiempo y lugar². Sin embargo, autoras feministas Ali Zahra destacan que la interpretación del Corán, y con ello la comprensión de la Revelación, es un proceso continuo y complejo que ha sido abordado de diversas maneras a lo largo de la historia. Un ejemplo notable de este cuestionamiento histórico fue el caso de Umm Salama la sexta esposa del Profeta Mahoma, quien expresó su preocupación por la falta de una dirección explícita hacia las mujeres en el Corán, exigiendo igualdad en recompensas y reconocimiento por sus obras piadosas. Tras la muerte del Profeta, muchas otras mujeres musulmanas también desafiaron las tradiciones sexistas atribuidas a él.

### Movimiento reformista delsigloXIX
El feminismo islámico moderno se vincula al movimiento intelectual reformista musulmán de finales del siglo XIX. Jamal al-Din al-Afghani y su discípulo Muhammed ‘Abduh fueron figuras clave en el reformismo musulmán del siglo XIX, cuyos pensamientos y acciones sentaron bases importantes para el desarrollo del feminismo islámico. Su influencia se produjo principalmente a través de su énfasis en la reinterpretación del Islam y el uso de la ijtihad (o interpretación del Corán), que se convirtió en una herramienta para reevaluar el rol de las mujeres en la sociedad musulmana .
Tanto al-Afghani como ‘Abduh abogaron por una comprensión dinámica del pensamiento musulmán. Esto significaba que los textos religiosos no debían ser interpretados de manera literal e inamovible, sino que debían ser entendidos dentro de su contexto histórico y cultural, y adaptados a las necesidades del presente. Esto abrió la puerta a la posibilidad de cuestionar las interpretaciones patriarcales que habían dominado la tradición islámica durante siglos. 
Para ello, ambos pensadores promovieron el uso de la ijtihad, que es el esfuerzo intelectual para derivar normas y leyes a partir de las fuentes del Islam, el Corán y la Sunna, cuando éstas no son explícitas. Esto permitió a los pensadores musulmanes reformistas y, más tarde a las feministas islámicas, volver a examinar las escrituras y la jurisprudencia islámica con una mirada crítica, para desafiar las prácticas y las interpretaciones sexistas que oprimían a las mujeres.
Aunque la reflexión iniciada por estos reformistas estuviera influenciada por ideas occidentales, su trabajo dio origen a un feminismo endógeno en las sociedades musulmanas que surgió en el contexto de las luchas nacionalistas y anticoloniales de comienzos del siglo XX. Es decir, el feminismo en el mundo musulmán no surgió a imitación del feminismo europeo, sino que nació en el mismo instante, con una postura anticolonial y nacionalista.

### Movimientos sociales delsigloXX
Los movimientos sociales del siglo XX jugaron un papel crucial en el surgimiento del feminismo islámico, proporcionando un contexto en el que las mujeres musulmanas pudieron articular sus demandas y desafiar las estructuras patriarcales. Estos movimientos se caracterizaron por una diversidad de enfoques y objetivos, pero compartían la meta común de mejorar la situación de las mujeres en la sociedad. A continuación, se presentan algunos de los movimientos sociales más importantes del siglo XX que influyeron en el surgimiento del feminismo islámico:
Movimientos Nacionalistas y Anticoloniales: En las primeras décadas del siglo XX, las sociedades musulmanas experimentaron un auge de movimientos nacionalistas y anticoloniales. Estos movimientos buscaban la independencia de las potencias coloniales y la construcción de estados-nación soberanos. Las mujeres participaron activamente en estos movimientos, luchando junto a los hombres por la liberación de sus países. Esta participación les permitió tomar conciencia de su propia situación de opresión y demandar la igualdad de derechos. El feminismo en el mundo musulmán no surgió a imitación del feminismo europeo, sino que nació en el mismo instante, con una postura anticolonial y nacionalista.
Movimientos de Reforma Religiosa: Los movimientos de reforma religiosa también jugaron un papel importante en el surgimiento del feminismo islámico. Estos movimientos buscaban reinterpretar las fuentes del Islam (el Corán y la Sunna) para adaptarlas a los nuevos tiempos y a las necesidades de las sociedades modernas a raíz del trabajo y esfuerzo por reinterpretar las normas y leyes del Islam, un ejercicio iniciado por pensadores reformistas, como Jamal al-Din al-Afghani y Muhammed ‘Abduh. 
Movimientos Feministas Seculares: A medida que avanzaba el siglo XX, surgieron movimientos feministas seculares en diversas partes del mundo musulmán. Estos movimientos, influenciados por las ideas feministas occidentales, luchaban por la igualdad de derechos de las mujeres en todos los ámbitos de la vida, incluyendo la educación, el empleo y la política. Aunque estos movimientos no siempre se identificaban como "islámicos", sus demandas y acciones sentaron un precedente importante para el desarrollo del feminismo islámico
Por ejemplo, en Egipto, el término «feminismo» fue utilizado ya hacia 1920, por las mujeres musulmanas participantes en los movimientos de liberación de la mujer, al mismo tiempo que en Estados Unidos. Kumari Jayawardena demostró en 1986, en su estudio sobre los movimiento feministas orientales, que las feministas egipcias no tomaron prestada la noción de feminismo a Occidente y rechazó por consiguiente la afirmación según la cual el feminismo sería un invento occidental La lucha por la igualdad de derechos acompañó, en Egipto, el anticolonialismo, luchando a la vez contra el patriarcado autóctono y contra el colonialismo patriarcal. De hecho los lazos con el nacionalismo causaron que se le designara como «feminismo laico», sinónimo, según Badran, de «feminismo nacional» (egipcio, sirio, etc.). Huda Sharawi, quien llegó a ser la presidenta del Comité Central del Wafd, el partido nacionalista y que había fundado en 1923 la Unión Feminista Egipcia, el mismo año se quitó públicamente el velo, siendo la primera mujer egipcia en realizar dicho gesto.
Mientras en el interior del mundo musulmán los movimientos feministas laicos se desarrollan dentro de un marco nacional, el feminismo islámico se concibe como movimiento universal, que trasciende las fronteras estatales.

### 1970 - 1980: El auge del islam político
A lo largo de 1970 y 1980, se produjo un auge del islam político en muchas sociedades musulmanas. Este fenómeno, que buscaba la aplicación de los principios islámicos en la vida política y social, tuvo un impacto ambiguo en la situación de las mujeres. Por un lado, los movimientos islamistas promovieron una visión tradicional y patriarcal de los roles de género. Sin embargo, también hubo mujeres dentro de estos movimientos que comenzaron a cuestionar las estructuras de poder y a exigir una mayor participación en la vida pública.
Un factor crucial fue el aumento del nivel educativo de las mujeres en las sociedades musulmanas. Cada vez más mujeres tuvieron acceso a la educación superior, lo que les permitió desarrollar sus capacidades intelectuales y asumir un papel más activo en la vida pública. El aumento de la educación también facilitó el acceso al conocimiento religioso y a la capacidad de reinterpretar las escrituras.
Sin embargo, en este periodo, las feministas musulmanas fueron denigradas como musulmanas desviadas y descritas vulgarmente como «cepillos para brillar al Occidente» o «cepillos para brillar el laicismo». A estos ataques se unieron los de algunas feministas laicas, que las criticaron por depender de una religión esencialmente sexista, cliché que persiste incluso actualmente.
En los países en los cuales el fundamentalismo islámico conduce a una serie de regresiones importantes en el espacio de las mujeres en la sociedad, los fundamentalistas condenan a las organizaciones feministas laicas como RAWA en Afganistán y como Al-Fanar, que en los Territorios Palestinos se dedica a cuestionar los asesinatos por «honor familiar». Los fundamentalistas acusan a las feministas de ser «corrompidas y licenciosas renegadas» Pese a ello, los intercambios entre feministas islámicas y laicas son hoy muy importantes. El movimiento feminista musulmán se desarrolla incluso en el interior de los movimientos islámicos mismos, como pasa, por ejemplo, en Turquía. En Sudáfrica surgió en la lucha contra el apartheid. El feminismo emerge en todos los dominios, incluso en el religioso, como resultado del acceso a la educación, la extensión de las comunicaciones y especialmente debido a la urbanización.

### 1990: Feminismo islámico
El término "feminismo islámico" fue acuñado en esta década. El término fue creado por observadoras externas al movimiento, como mujeres musulmanas, intelectuales públicas, periodistas y académicas, que podrían ser descritas como seculares y feministas. Estas observadoras notaron un giro en el pensamiento y la práctica de género que reconocieron como una nueva forma de feminismo, uno que se articulaba dentro de un paradigma islámico.
El concepto fue elaborado después de 1990 principalmente por las mujeres iraníes, laicas que se interesaron en el surgimiento del movimiento feminista después de 1980 y reformularon la problemática del feminismo en el interior del paradigma islámico. Las tesis de las iraníes circularon en Sudáfrica, Egipto, Turquía, Europa y Estados Unidos.
Este movimiento convergió en la revista Zanan (Mujeres), fundada por Shahla Sherkat, que planteó el debate sobre las relaciones de género al interior del islam, y la compatibilidad entre islam y feminismo. La revista Zanan enfatizó el origen social y político de la inequidad de género, y criticó el derecho musulmán como fundado en una interpretación patriarcal del Corán, levantando así la cuestión del ijtihad en cuanto derecho de las mujeres a reinterpretar la fiqh, la jurisprudencia musulmana. En Irán, Egipto, Marruecos y Yemen, las feministas musulmanas han atacado al derecho de familia patriarcal. En la República Islámica de Irán algunas feministas se reivindican partidarias del fundamentalismo islámico en el plano político, en tanto que otras rechazan cualquier apelación a esa doctrina.
Inicialmente, las pioneras del feminismo islámico que llevaban a cabo nuevas interpretaciones del Corán, rehuyeron el término "feminismo" debido a sus asociaciones con lo occidental. Estas pioneras preferían ver su trabajo como una forma de dar voz a otra lectura del Islam. 

### SigloXXI: Consolidación
El feminismo islámico se consolidó como un movimiento transnacional que busca un retorno a las fuentes del Islam para eliminar interpretaciones sexistas. Se caracteriza por una revisión del fiqh y el tafsir, la producción de un nuevo saber a través de la reescritura de la historia de las mujeres musulmanas, y la elaboración de un pensamiento femenino y feminista musulmán global basado en el principio de Tawhid.
En países como Egipto, figuras nacionalistas y feministas, a menudo consideradas "laicas", resaltaron el referente islámico en su defensa de los derechos de la mujer. Estos feminismos seculares se organizaron en torno a un discurso nacionalista de igualdad, reconociendo y protegiendo las afiliaciones religiosas.

## Interpretaciones del Corán
El movimiento islámico feminista se basa en la idea de igualdad entre mujer y hombre introducida por el propio Corán mediante la noción de insan que permite relacionar el principio de equilibrio (tawwazun) con el principio de igualdad y postular que «el Corán no asigna roles sociales específicos» y en cambio formula «la noción de mutualidad en las relaciones conyugales: los esposos se deben mutuamente protección y asistencia».
«Ambos, hombre y mujer, son iguales en cuanto a su humanidad. El islam no categoriza a la mujer, por ejemplo, como la fuente del mal por el “pecado original” que echó a Adán del Paraíso o que ella sea la causa del mal en el mundo como sostienen algunas doctrinas religiosas y fábulas por haber abierto la caja de Pandora que contenía todos los vicios».
Falsos conceptos sobre la mujer en el islam 
- Poligamia: aunque ya era una práctica habitual antes del islam, a partir de su llegada la ley Islámica la aprobó bajo una serie de condiciones, una de ellas es el límite a cuatro esposas, entre otras regulaciones. Este fenómeno fue aceptado en el islam dado que la población demográfica de las mujeres en el mundo, y sobre todo después de las guerras, es más elevada que los hombres, y con el fin de que las mujeres pudieran satisfacer sus necesidades sociales, económicas, y sexuales de manera lícita de acuerdo al islam sería únicamente en un matrimonio compartido.

- El rol del tutor legal y el contrato matrimonial: para asegurar que se respeten los derechos de la mujer se creó la figura del mahram, el cual funciona para asegurarse en cuestiones matrimoniales de que el novio sea sincero, revisar los detalles del contrato (dote y testigos), y especialmente para afirmar que la mujer esté de acuerdo. Este rol puede ser ejercido por el padre, o en caso de no vivir, el hermano, abuelo, tío, hijo mayor, o gobernante del estado islámico. La mujer tiene el derecho de aceptar o rechazar libremente cualquier oferta de matrimonio, el papel del tutor es simplemente el de proteger sus intereses y asegurar que no se cometan injusticias.

- Los derechos de la mujer a heredar: «A los varones les corresponde una parte de lo que los padres y parientes más cercanos dejaren, y para las mujeres otra parte de lo que los padres y parientes más cercanos dejaren. Fuere poco o mucho, les corresponde una parte determinada de la herencia» [4:7] «Dios os ordena lo siguiente en lo que toca a vuestros hijos: que la porción del varón equivalga a la de dos hembras. Si éstas son más de dos, les corresponderán dos tercios de la herencia. Si es hija única, la mitad.» [4:11]

## Métodos del feminismo islámico
Las feministas islámicas abordan la interpretación de textos religiosos, principalmente el Corán y los hadices, de una manera que desafían las interpretaciones tradicionales patriarcales y buscan resaltar los mensajes de igualdad y justicia. Este método de revisión y reinterpretación consiste en los siguientes puntos:
1. Reinterpretación del Corán (Tafsir): Las feministas islámicas llevan a cabo una nueva lectura e interpretación del Corán, conocida como tafsir. Este proceso implica cuestionar las interpretaciones tradicionales que han sido dominadas por hombres y que han perpetuado desigualdades de género. El objetivo es desmantelar las lecturas sexistas y patriarcales y resaltar el mensaje original de igualdad entre hombres y mujeres como seres humanos que se encuentra en el texto.[1] Las feministas islámicas ven el Corán como un texto que originalmente promovía la igualdad, pero que ha sido distorsionado por interpretaciones patriarcales a lo largo de la historia.[3]
2. Ejercicio de Ijtihad: El ijtihad, entendido como el esfuerzo intelectual y la investigación independiente de las fuentes religiosas, es una metodología central en el feminismo islámico.[3] Las feministas islámicas se apropian de esta herramienta para reinterpretar los textos religiosos a la luz de nuevos contextos sociales y culturales, buscando adaptar las enseñanzas islámicas a las necesidades y aspiraciones de las mujeres en la actualidad[3]
3. Análisis Contextual e Histórico: Se enfatiza la importancia de contextualizar e historizar los textos religiosos, reconociendo que algunos preceptos pueden haber sido específicos del contexto de la Arabia del siglo VII.[2] Esto implica comprender las condiciones sociales y culturales en las que fueron revelados los textos, evitando así una aplicación literal que podría llevar a interpretaciones injustas o anacrónicas [3]
4. Revisión de los Hadices: Además del Corán, las feministas islámicas también examinan críticamente los hadices (dichos y hechos del profeta Mahoma). Utilizando metodologías tradicionales de investigación islámica, como las empleadas por Fatima Mernissi y Hidayet Tuksal, demuestran que algunos hadices, que perpetúan la misoginia, son espurios y no auténticos. Tuksal trabaja con el Departamento de Asuntos Religiosos de Turquía (Dinayet) en un proyecto para retirar los hadith misóginos de las colecciones que esa institución publica y distribuye a 76.000 mezquitas e todo el mundo.[8]
5. Crítica al Fiqh (Jurisprudencia Islámica): El fiqh, o jurisprudencia islámica, es otro campo de estudio crucial para las feministas islámicas. Reconocen que el fiqh clásico ha sido marcadamente patriarcal, reflejando las sociedades en las que se consolidaron las escuelas de jurisprudencia.[1] Por ello, se promueve una revisión del fiqh para corregir los errores y promover la igualdad. El análisis de los usul al-fiqh, o principios de la jurisprudencia, también es importante para identificar y replantear los marcos interpretativos que han perpetuado las desigualdades [2]

Con este método, las feministas islámicas insisten en que el principio fundamental del Tawhid (unicidad divina) en el Islam afirma la igualdad de todos los seres humanos ante Dios. A partir de este principio, ellas critican cualquier forma de dominación como una apropiación de un poder que solo pertenece a Dios. 
En resumen, las feministas islámicas abordan la interpretación de los textos religiosos mediante una combinación de relectura, crítica, contextualización y reinterpretación. Su objetivo es revelar el mensaje original de igualdad y justicia que consideran que está presente en el Islam, y desafiar las interpretaciones patriarcales que han sido utilizadas para oprimir a las mujeres.

## Logros del feminismo islámico
El activismo feminista islámico ha logrado avances significativos en la lucha por la igualdad de la mujer, tanto en el ámbito legal como en el social y religioso, a través de la reinterpretación de textos religiosos y la acción social y política. A continuación, se presentan algunos ejemplos concretos de estos avances:
- Reforma de las leyes de familia (Mudawwana en Marruecos)[1]: Un ejemplo destacado de la influencia del feminismo islámico es la reforma de la ley de familia en Marruecos, conocida como Mudawwana. Esta reforma, lograda después de una larga lucha conjunta de feministas, activistas de derechos humanos y estudiosos religiosos, estableció un modelo de familia más igualitario. Permitió que tanto hombres como mujeres sean jefes de familia, prácticamente eliminó la poligamia y facilitó el acceso al divorcio para las mujeres. Esta reforma es un ejemplo de cómo las nuevas interpretaciones del fiqh (jurisprudencia islámica) pueden modificar las leyes personales musulmanas y promover la igualdad de género.
- Reinterpretación del Corán y los hadices: Las feministas islámicas han realizado una labor fundamental al reinterpretar el Corán y los hadices[7], las principales fuentes del Islam. Por ejemplo, Fatima Mernissi ha demostrado que varios hadices usados para excluir a las mujeres de los espacios públicos son falsos.[2]
- Acceso a profesiones religiosas: Las feministas islámicas han promovido la igualdad en la esfera pública religiosa, exigiendo el acceso de las mujeres a las profesiones religiosas. Mujeres especialistas en jurisprudencia islámica han argumentado que el fiqh no se opone a que las mujeres sean muftis (jurisconsultas islámicas), juezas de tribunales religiosos o dispensadoras de fatwas (lecturas religiosas)[11]. En algunos lugares, como Indonesia, las mujeres ya han sido nombradas muftis, mientras que en otros, como Egipto, se ha estado liderando campañas para lograrlo. También, algunas mujeres han asumido el papel de imán, liderando oraciones mixtas, lo que generó un gran debate sobre el tema.
- Reclamación del espacio en la mezquita: El feminismo islámico también ha desafiado la exclusión de las mujeres de los espacios principales de la mezquita. Argumentando que el Corán no prohíbe la entrada de las mujeres, las feministas islámicas han reclamado su derecho a participar plenamente en las oraciones comunitarias, como ocurre durante la peregrinación a la Meca. La igualdad en la Meca sirve de inspiración para la reclamación del espacio en la mezquita.[1]
- Activismo en redes transnacionales: Las feministas islámicas han creado redes transnacionales que les permiten compartir información, experiencias y apoyarse mutuamente en su lucha por la igualdad de género. Estas redes utilizan las nuevas tecnologías de comunicación para coordinar acciones y campañas, como se demostró en el caso de la protesta contra la segregación de las mujeres en la Kaaba en la Meca.[1]

## Controversias del feminismo islámico
El feminismo islámico ha sido objeto de críticas y cuestionamientos tanto desde perspectivas internas como externas al Islam. Estas críticas reflejan una variedad de preocupaciones y tensiones sobre la posibilidad de combinar los principios del feminismo con los valores religiosos. Entre los argumentos más destacados, se encuentra la percepción de una incompatibilidad fundamental entre el feminismo y la religión, particularmente en el caso del Islam, debido a su asociación histórica con estructuras patriarcales. Además, se debate si el feminismo, como concepto nacido en Occidente, puede aplicarse universalmente a contextos no occidentales, como el de las sociedades musulmanas, sin ser percibido como una imposición cultural. 

En ese sentido Sara Salem, socióloga y profesora visitante en la Universidad de California, en su investigaicón sobre "Feminismo islámico, interseccionalidad y decolonialidad" argumenta la necesidad de que el feminismo islámico sea visto como una teoría que fomenta la necesidad de interseccionalidad de género:.
"[...]. El supuesto implícito o explícito de que el «Islam es patriarcal» no solo asume que existe un «Islam», sino además que el patriarcado ya ha sido predefinido, pero ¿por quién o quiénes? Más aún, la interseccionalidad es una manera como las feministas islámicas pueden acercarse a sus propias experiencias de vida de manera más compleja"
Otro punto clave es la acusación de esencialismo, que señala que algunas interpretaciones del feminismo islámico tienden a presentar el Islam como una religión rígida y dogmática, ignorando su diversidad interna. Lo explica muy bien Zahra Ali, socióloga y pionera de los estudios feministas sobre Iraq: 
"El feminismo islámico despierta controversia, y cuestionamientos: por un lado, por aquellas y aquellos entre las feministas que consideran la religión, en particular el islam, como contrario a la emancipación de la mujer. Todas las religiones serían patriarcales, la religión musulmana por encima de todo, y la lucha por la igualdad de los sexos pasaría necesariamente por un distanciamiento de lo religioso. Por otro lado, cierto número de musulmanes consideran que se trataría de una occidentalización del islam y entienden el pensamiento musulmán como un cuadro acabado, hostil a cualquier dinámica de renovación y relectura. Por lo tanto, es un mismo esencialismo el que enfrenta el feminismo musulmán: aquel que define el islam como una realidad estática, fundamentalmente dogmática, intrínsecamente sexista y el feminismo como un modelo único, avatar de una modernidad occidental normativa" 
Finalmente, se ha señalado el riesgo de que la discusión sobre las dimensiones patriarcales del Islam pueda reforzar estereotipos islamofóbicos, lo que añade una capa de complejidad al análisis de este movimiento. Estas críticas subrayan los desafíos a los que se enfrenta el feminismo islámico en su búsqueda por reconciliar igualdad de género y fe religiosa en un contexto globalizado. Sirin Adlbi Sibai, autora de La cárcel del feminismo plantea que la islamofobia no es simplemente un prejuicio, sino un discurso colonial arraigado en el sistema-mundo moderno/colonial, capitalista y patriarcal. Este discurso se manifiesta a través de mecanismos sistémicos que construyen una imagen de la mujer musulmana con hiyab como un objeto de estudio e intervención, presentándola como monolítica, atemporal, analfabeta y sexualmente reprimida. 
"Las trampas en las que han caído los feminismos islámicos en su lucha contra la islamofobia radican más allá del desconocimiento de los mecanismos y las lógicas reales que subyacen a la producción de dicha islamofobia, en la reacción y respuesta mediante un contra discurso que en vez de romper con las dialécticas coloniales, las ha asimilado, terminando por reforzarlas inconscientemente. La con tradialéctica del feminismo islámico refuerza la colonialidad de la religión y la colonialidad espacio-temporal, y no acaba por desvelar, sino más bien contribuye a la ocultación de todo el aparato sustrac cional genocida y epistemicida que subyace a la oximoronización islamofóbica". 
Según la autora, la islamofobia afecta de manera diferenciada a las mujeres musulmanas, ya que su imagen se ha convertido en un símbolo de opresión, utilizado para perpetuar estructuras de poder y control. La autora argumenta que este discurso es una herramienta clave en la construcción del objeto colonial "mujer musulmana con hiyab" que facilita la dominación del Islam.

## Lista de feministas musulmanas
- Asma Barlas (Estados Unidos)
- Amina Wadud (Estados Unidos)
- Irshad Manji (Canadá)
- Shahla Sherkat, fundadora de la revista Zanan
- Azzam Taleghani (Irán)
- Sirin Adlbi Sibai (España)
- Riffat Hassan (Estados Unidos)
- Azizah al–Hibri (Estados Unidos)
- Leila Ahmed (Estados Unidos)
- Margot Badran (Estados Unidos)
- Ziba Mir–Hosseini (Irán y Reino Unido)
- Shamima Shaikh (1960-1998, Sudáfrica)
- Huda Sharawi (1879-1947, fundadora de la Unión Feminista Egipcia)
- Bchira Ben Mrad, fundadora de la Unión Musulmana de Mujeres de Túnez (UMFT: 1936-1956)
- Sisters in Islam (Malasia)
- Asociación de Nigerianas Baobab
- Fatima Mernissi

Estas dos últimas organizaciones afiliadas a Women Living under Muslim Laws (Mujeres viviendo bajo leyes musulmanas).